# سكر هانم (فلم)
سكر هانم هو فيلم مصري عرض عام 1960، بطولة عبد المنعم إبراهيم وكمال الشناوي وعمر الحريري وسامية جمال وكريمان وحسن فايق وعبد الفتاح القصري، تأليف أبو السعود الإبياري وإخراج السيد بدير.
قصة الفيلم مقتبسة من المسرحية الإنجليزية عمة تشارلي دامليو تأليف براندون توماس.

## قصة الفيلم
تدور أحداث الفيلم في إطار كوميدي فتدور الأحداث حول نبيل (كمال الشناوي) وفريد (عمر الحريري)، وكان لديهم مكتب هندسي ناجح وصديقهم سكر (عبد المنعم إبراهيم) كان ممثلا في السينما وكان نبيل وفريد يحبون ليلى وسلوى جيرانهم وانتهزوا فرصه وصول عمة فريد فتافيت السكر من أمريكا لكي يتعرفوا عليهم ويقتربوا منهم أكثر لولا حدثت ظروف منعت عمه فريد من الحضور فطلبوا من سكر الممثل بالتنكر في شكل امرأة والتظاهر أمام الناس أنها عمة فريد، وتدور الأحداث الكوميديه بينها وبين قدري والد نبيل وشاهين الزلط (عبد الفتاح القصري) وتظهر بعد ذلك عمه فريد الحقيقية فيصدم الكل ولكن في النهاية يتزوج نبيل وفريد من ليلى وسلوى ويتزوج قدري من فتافيت السكر الحقيقية .

## طاقم التمثيل
- كمال الشناوي: (نبيل)
- عمر الحريري: (فريد)
- سامية جمال (ليلي)
- كريمان: (سلوى)
- عبد المنعم إبراهيم: (سكر)
- زوزو ماضي: (فتافيت السكر)
- عبد الفتاح القصري: (المعلم شاهين)
- حسن فايق: (قدري)
- محمد شوقي: (نعناع)
- ليلى حمدي: (فكيهة)
- عبد القادر حسين: (منتظر الأسانسير)

## فريق العمل
- إخراج: السيد بدير
- تأليف: أبو السعود الإبياري
- مدير التصوير: محمد عبد العظيم
- مونتاج: مصطفى مختار
- إنتاج: أفلام المنصورة (والي وشركاه)
- توزيع: شركة الشرق لتوزيع الأفلام

## عن الفيلم
- كان من المفترض أن يلعب بطولة هذا الفيلم الفنان إسماعيل ياسين ولكن ظهر قرار يومها بمنع إسماعيل ياسين من أداء شخصية المرأة في السينما لأنه أداها قبل ذلك في عدة افلام منها الآنسة حنفي وغيرها وإسماعيل يس هو من رشح الفنان عبد المنعم إبراهيم لهذا الدور وفيلم سكر هانم من تأليف شريك إسماعيل ياسين أبو السعود الإبياري[2]
- تم عرض القصة على شكل مسرحية تحمل نفس الاسم عام 2010، وقام عمر الحريري بتمثيل دور قدري والد نبيل.

## روابط خارجية
- سكر هانم على موقع IMDb (الإنجليزية)
- سكر هانم على موقع الدهليز
- سكر هانم على موقع قاعدة بيانات الأفلام العربية
- سكر هانم على موقع قاعدة بيانات الفيلم (الإنجليزية)
- سكر هانم على موقع ليتربوكسد (الإنجليزية)